# Zwart boomspijkertje
Het zwart boomspijkertje (Calicium glaucellum) is een korstmos behorend tot de familie Caliciaceae. Het komt voor in bossen op hout. Het leeft in symbiose met de alg Trebouxia.

## Kenmerken
De soort is vergelijkbaar met Calicium abietinum, het heeft een verzonken of zelden oppervlakkige donkergrijsgroene thallus en ascomata die 0,5 tot 0,9 millimeter hoog zijn en ongeveer vier tot acht keer zo hoog zijn als de dikte van steel.

## Verspreiding
Het zwart boomspijkertje komt veel voor in noordelijke boreale tot gematigde streken in Noord-, Midden- en Zuid-Amerika en de zuidwestelijke regio van West-Australië.
In Nederland komt het zeer zeldzaam voor. Het staat op de rode lijst in de categorie 'Gevoelig'.

## Foto's

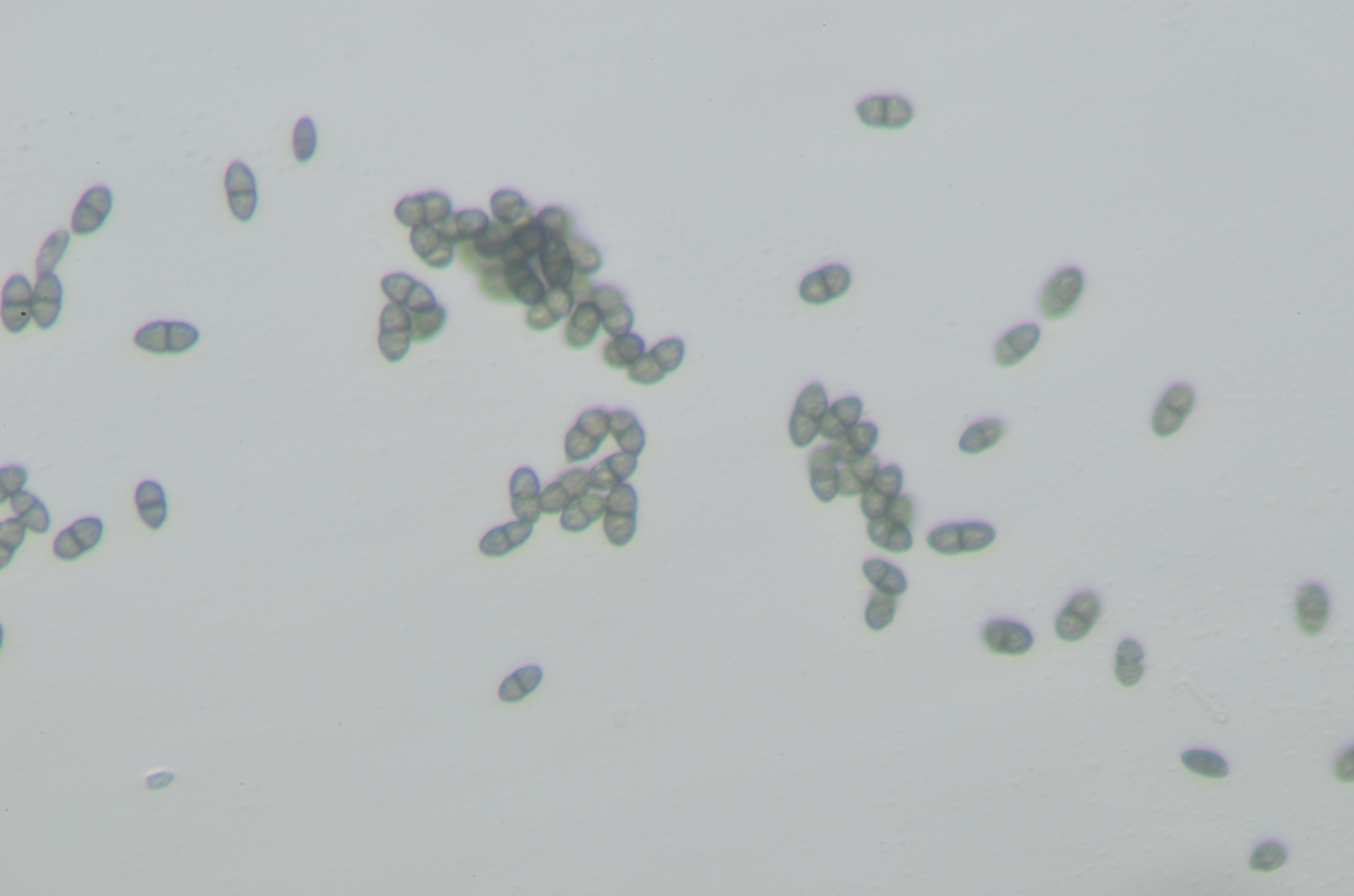
Sporen